# Ansell Collins
Ansell Collins (Ansel, Ansil) (Kingston, Jamajka) je jamajčanski reggae glazbenik. Svira klavijature, glazbeni je producent, a povremeno nastupa i kako pjevač. Bio je član dvojca Dave and Ansell Collins.

## Karijera
Rodio se je 1949. godine na Jamajci. Radio je s Leejem Scratchem Perryjem. Nakon toga je postao drugim članom dvojca Dave and Ansell Collins.
Njegovo sviranje na klavijaturama je bilo pripadalo stilu skinhead reggae. 
Ožujak 1971. mu je donio međunarodnu slavu kao dio dvojca s Daveom Barkerom. Double Barrel je bio broj 1 u Ujedinjenom Kraljevstvu. Ujedno je bio i prvom snimkom na kojoj je svirao bubnjar Sly Dunbar.
Nakon Double Barrela je iste godine u lipnju uslijedio hit koji je došao do broja 7 u Ujedinjenom Kraljevstvu, Monkey Spanner. Duet nije uspio zadržati uspjeh u Uj. Kraljevstvu te se Collins vratio na Jamajku, dok je Barker ostao u Engleskoj. Ondje se opet upustio u samostalnu karijeru. Godine 1976. je izdao In The Ghetto koji je bio isključivo njegovim projektom, iako su kao izvođači navedeni duet Dave and Ansell Collins.
Collins je i glazbeni producent. Izdao je nekoliko samostalnih nosača zvuka, među kojima su singlovi Cock Robin, Atlantic One, Stalag i Nuclear Weapon između 1969. i 1971., kao i pregršt albuma koje je objavio poslije. Bio je članom studijskog glazbeničkog sastava iz 1970-ih The Revolutionaries studija Channel One, zatim sastava Impact All Stars i Black Roots Players Sugara Minotta, gdje je svirao na brojnim klasičnim pjesmama iz doba roots reggaea i na albumu Black Roots iz 1979. 
Bio je članom pozadinskog sastava Jimmyja Cliffa Oneness koji je djelovao 1970-ih. 1980-ih je godina nastavio snimati, uglavnom kao studijski glazbenik, a 1986. je izdao samostalni album.
Kasnih 1960-ih je svirao s grupom Invincibles (čiji članovi su bili Lloyd Parks, Sly Dunbar i Ranchie McLean). Radio je s pozadinskim sastavom Lynn Taitt and the Jets (s reggae producentom Joeom Gibbsom. Bio je članom sastava The Gladiators 1978. godine, sviravši na albumu Proverbial Reggae. 1970-ih je svirao s pozadinskim sastavima The Aggrovators i Soul Syndicate. Svirao je klavijature na albumima nekolicine glazbenika: albumi Scientist Rids the World of the Evil Curse of the Vampires i Scientist in the Kingdom of Dub dub glazbenika Scientista iz 1981., albumu Rica Rodrigueza iz 1977. Man from Wareika, albumu Lincolna Thompsona iz 1980. Natural Wild, albumu This Is Augustus Pablo iz 1974. reggae glazbenika Augustusa Pabla, albumu Sinsemilla glazbenika Black Uhurua iz 1980., albumima Jimmyja Cliffa Give Thanx iz 1978., Humanitarian iz 1999. i Cliff Hanger iz 1985., albumu dvojca King Tubby i Prince Jammy His Majesty's Dub iz 1976., albumu Pick Up the Pieces (album) reggae sastava The Royals iz 1977., albumu Right Time reggae sastava Might Diamonds iz 1976., albumu Cool Ruler Gregoryja Isaacsa iz 1978., albumu glazbenika Princea Fara I Health and Strength iz 1998., ali i na albumima glazbenika kao što je Serge Gainsbourg iz 1979. Aux armes et cætera. Ansell Collins je surađivao s gitaristom Earlom Chinnom Smithom i s reggae sastavom Culture, koji je polovicom 1970-ih nakon početnih snimaka počeo raditi i s ostalim vrhunskim glazbenicima toga žanra toga vremena (uz Robbieja Shakespearea, Slya Dunbara, Cedrica Brooksa i svugdje nazočnog klavijaturista Stickyja. Surađivao je i s DJ-em Errolom Scorcherom na nizu snimaka među kojima je Mosquitoes, koji je postao hit.
Ansell Collins je odgajao roots reggae pjevača Ia Waynea zajedno sa svojom suprugom, koja je bila tetka Iu Wayneu.

## Diskografija

### Albumi
- Double Barrel (1971.) Trojan (Dave and Ansell Collins)
- Riding High (1977.) Shelly Power
- So Long (1978.)
- Ansel Collins (1986.) Heartbeat
- Jamaican Gold (2002.) Moll Selekta (Ansell Collins/Sly & Robbie)

## Vanjske poveznice
- Roots-archives Ansell Collins
- Discogs.com Ansell Collins